# Добро пожаловать, или Посторонним вход воспрещён
«Добро пожаловать, или Посторонним вход воспрещён» — советский художественный фильм режиссёра Элема Климова, снятый в жанре сатирической комедии по сценарию Семёна Лунгина и Ильи Нусинова на киностудии «Мосфильм». Фильм является дипломной работой Климова и его дебютом в полнометражном кино. В центре сюжета — приключения пионера Кости Иночкина, который был исключён из лагеря решением директора Дынина, но в дальнейшем, самовольно вернувшись обратно, укрывался в подтрибунном помещении.
Ещё на стадии подготовки к съёмкам режиссёр столкнулся с цензурными ограничениями. Цензоры «Госкино» усмотрели в картине социальную сатиру на хрущёвскую эпоху и страну в целом. Изначально фильм не получил разрешительного удостоверения, но после решения первого секретаря ЦК КПСС Никиты Хрущёва картина была выпущена на экраны.
Премьера фильма состоялась 9 октября 1964 года. Картину посмотрели 13,4 миллиона зрителей. Фильм был высоко оценён как советскими, так и современными российскими критиками.

## Сюжет
Действие фильма происходит в пионерском лагере, которым управляет формалист Дынин — человек крайне требовательный: он желает, чтобы дети неукоснительно подчинялись лагерным правилам, потому что сильно боится ответственности, если что-то с кем-то из них произойдёт. Он исключает из лагеря Костю Иночкина за то, что мальчик самовольно покинул купальню и переплыл реку, хотя детям запрещено это делать из-за опасений медперсонала. Кроме того, Дынин считает, что поступок Кости может послужить дурным примером для других.
Завхоз отвозит Костю на железнодорожную станцию и оставляет там, думая, что он самостоятельно сядет на электричку. В ожидании поезда Костя представляет реакцию своей бабушки, когда она узнает, что её внука выгнали из лагеря. Он не садится в электричку, ночью тайком возвращается в лагерь и «переходит на нелегальное положение», спрятавшись под трибуной на центральной площади. Утром друзья случайно находят его и помогают ему, таская из столовой еду, проводя в кинозал и так далее.
Однако близится родительский день, на который приедет бабушка Кости, и поэтому скрыть факт его исключения из лагеря не получится. Друзья Кости решают сорвать родительский день, сымитировав эпидемию, но по доносу неизвестного ребёнка Дынин узнаёт об обмане. Такое повторяется ещё несколько раз, и Костя рискует быть обнаруженным. Тогда отряд решает рассказать всё своей вожатой Вале. Та приходит к Дынину и пытается обсудить с ним Иночкина, но тот, не выслушав её, делает ей выговор: в отряде у многих ребят, из-за того, что они таскали Косте свои порции из столовой, начало наблюдаться снижение веса. Тогда Валя вместе с другой вожатой, физруком и завхозом втайне от Дынина обсуждают, что делать Косте. У физрука возникает кое-какая идея, и он просит Костю о помощи со стороны его деревенских приятелей, с которыми он тогда купался.
Наступает родительский день, и вожатые с друзьями Кости что-то готовят. Дети замечают доносчика, и тот, пытаясь убежать от погони, падает в канаву и весь в грязи проходит мимо ребят. Во время парада-карнавала масок в лагерь торжественно въезжает комбайн с маской-кукурузой — царицей полей. Все понимают, что первое место получит именно маска кукурузы, которую надела племянница «большого начальника» товарища Митрофанова. Однако, когда маску просят открыться, все видят, что в ней спрятан Костя. Товарищ Митрофанов — весёлый и искренний человек, совсем не такой, каким его представлял Дынин, — прерывает программу, тщательно отрепетированную к родительскому дню, и по его призыву все весело бегут купаться, а обескураженный Дынин покидает лагерь. Бабушка воссоединяется с Костей и ничего о произошедшем с внуком не узнаёт.

## В ролях
| Актёр              | Роль                                                                                  |
| ------------------ | ------------------------------------------------------------------------------------- |
| Виктор Косых       | Костя Иночкин                                                                         |
| Евгений Евстигнеев | товарищ Дынин начальник пионерского лагеря / старичок на «похоронах» бабушки Иночкина |
| Арина Алейникова   | Валя пионервожатая                                                                    |
| Илья Рутберг       | физрук по прозвищу «Гусь»                                                             |
| Лидия Смирнова     | докторша                                                                              |
| Алексей Смирнов    | завхоз                                                                                |
| Юрий Бондаренко    | Веня барабанщик                                                                       |
| Лидия Волкова      | Лера скромная пионерка с косичками                                                    |
| Борис Демб         | Дима мастер гипноза                                                                   |
| Сергей Кокорев     | Шарафутдинов                                                                          |
| Игорь Крюков       | Марат художник                                                                        |
| Александр Машовец  | Алик                                                                                  |
| Татьяна Прохорова  | Митрофанова «такого дяди племянница»                                                  |

| Актёр              | Роль                                                              |
| ------------------ | ----------------------------------------------------------------- |
| Людмила Смеян      | Неля танцующая чарльстон                                          |
| Вячеслав Царёв     | «Тринадцатый» мальчик с сачком                                    |
| Татьяна Барышева   | повариха                                                          |
| Екатерина Мазурова | бабушка Кости                                                     |
| Виктор Уральский   | товарищ Митрофанов большой начальник                              |
| Нина Шацкая        | пионервожатая                                                     |
| Алик Миниович      | мальчик-скрипач                                                   |
| Сергей Шаппу       | мальчик-скрипач                                                   |
| Александр Байков   | мальчик-виолончелист                                              |
| Дая Смирнова       | нянечка                                                           |
| Виктор Маркин      | папа в родительский день фраза: «Ребята, а кому торт дадут?»      |
| Раднэр Муратов     | пионервожатый в тюбетейке в эпизоде вручения торта (нет в титрах) |
| Владимир Широков   | мальчик который бил поросёнка указателем                          |
| Александр Живейнов | эпизод                                                            |

| Актёр              | Роль                                                                                  |
| ------------------ | ------------------------------------------------------------------------------------- |
| Виктор Косых       | Костя Иночкин                                                                         |
| Евгений Евстигнеев | товарищ Дынин начальник пионерского лагеря / старичок на «похоронах» бабушки Иночкина |
| Арина Алейникова   | Валя пионервожатая                                                                    |
| Илья Рутберг       | физрук по прозвищу «Гусь»                                                             |
| Лидия Смирнова     | докторша                                                                              |
| Алексей Смирнов    | завхоз                                                                                |
| Юрий Бондаренко    | Веня барабанщик                                                                       |
| Лидия Волкова      | Лера скромная пионерка с косичками                                                    |
| Борис Демб         | Дима мастер гипноза                                                                   |
| Сергей Кокорев     | Шарафутдинов                                                                          |
| Игорь Крюков       | Марат художник                                                                        |
| Александр Машовец  | Алик                                                                                  |
| Татьяна Прохорова  | Митрофанова «такого дяди племянница»                                                  |

| Актёр              | Роль                                                              |
| ------------------ | ----------------------------------------------------------------- |
| Людмила Смеян      | Неля танцующая чарльстон                                          |
| Вячеслав Царёв     | «Тринадцатый» мальчик с сачком                                    |
| Татьяна Барышева   | повариха                                                          |
| Екатерина Мазурова | бабушка Кости                                                     |
| Виктор Уральский   | товарищ Митрофанов большой начальник                              |
| Нина Шацкая        | пионервожатая                                                     |
| Алик Миниович      | мальчик-скрипач                                                   |
| Сергей Шаппу       | мальчик-скрипач                                                   |
| Александр Байков   | мальчик-виолончелист                                              |
| Дая Смирнова       | нянечка                                                           |
| Виктор Маркин      | папа в родительский день фраза: «Ребята, а кому торт дадут?»      |
| Раднэр Муратов     | пионервожатый в тюбетейке в эпизоде вручения торта (нет в титрах) |
| Владимир Широков   | мальчик который бил поросёнка указателем                          |
| Александр Живейнов | эпизод                                                            |

## Создание фильма

### Предыстория
Студент ВГИКа Элем Климов начал готовиться к дипломной работе в начале 1960-х годов, задолго до её защиты. В течение полутора лет он совместно с драматургами Авениром Заком и Исаем Кузнецовым работал над сценарием фильма «Воскресенье — день рабочий» (другой вариант названия — «Все на карнавал»). Тем не менее проект не был реализован. В теоретической части дипломной работы Климов написал, что «интересный замысел не получил должного сценарного разрешения». Позже Климов вспоминал, что этот фильм ему не позволили снять представители Госкино.
После неудачи Элема Климова с первым проектом драматурги Илья Нусинов и Семён Лунгин предложили студенту свою работу — сценарий «фильма о пионерском лете». Климову сценарий понравился, и 30 апреля 1963 года он подал заявку на его постановку. Элему Климову, гордости курса и лауреату премии кинофестиваля ВГИКа, позволили снять полнометражную картину на «Мосфильме» без диплома. Фильм готовы были снимать IV и VI творческие объединения киностудии.
Климов решил снять «фильм о пионерском лете», несмотря на то, что сам он никогда в пионерских лагерях не отдыхал. Режиссёр вспоминал:
Сам я никогда в жизни не был в пионерлагере. Так что фильм — моя фантазия. Но в пионерах был и галстук со специальной закрепкой носил. И когда меня в 14 лет приняли в комсомол (было это в послевоенном Сталинграде), не мог идти домой, меня колотило от волнения. Тогда тоже думал — взлечу. Вот какими мы были…
До начала съёмок фильма у Климова уже был опыт работы с детьми. В конце второго курса ВГИКа он снял короткометражку «Жиних» — немой этюд, главными героями которого были школьники, мальчик и девочка. В качестве преддипломной работы Элем Климов снял короткометражный фильм «Смотрите, небо!», главные роли в котором тоже исполняли дети.

### Подбор актёров
«В работе с детьми нельзя сюсюкать. Взрослые всегда ощущают себя педагогами, а детей видят недоумками. Но ребята, как и взрослые, бывают талантливые и не… Главное для режиссёра — распознать, учуять органику. И вот так я напрактиковался, что уже через улицу видел: талантлив ребёнок или нет. А на экране фальшь особенно царапает».
Для поиска юных актёров работники Мосфильма направились в московские школы. По воспоминаниям Виктора Косых, будущего исполнителя главной роли, в школу, где он учился, на урок физкультуры пришёл ассистент Климова и поинтересовался, кто из мальчиков умеет плавать. В итоге руку подняли все, даже те, кто плавать не умел. Ассистент отобрал нескольких школьников, включая самого Витю Косых, посадил их в автобус и объявил, что они едут в киностудию «Мосфильм».
На пробах Элем Климов и Лариса Шепитько попросили Виктора прочитать любое литературное произведение из школьной программы. Косых прочитал стихотворение Лермонтова «Смерть поэта». Сделал он это «выпучив глаза, громко, почти проорав». После этого Климов попросил Виктора показать этюд «Возвращение Иночкина в лагерь». По воспоминаниям Косых, он «показал сильный ужас на лице» и явно переиграл. После просьбы Климова играть «мягче» мальчик сыграл этюд ещё раз. Климову настолько понравилась игра Виктора, что он остановил пробы и отпустил остальных кандидатов.
Первоначально Виктора Косых пробовали на роль Марата. Во время репетиций он должен был сидеть возле трибуны и оправдываться перед Иночкиным за нарисованную на него карикатуру. Это были первые съёмки Виктора, поэтому он заплакал, испугавшись яркого света и камеры на рельсах. Съёмочная команда ошибочно посчитала, что мальчик сильно вжился в образ. В результате Виктора Косых утвердили на роль. Однако Вите не понравилось, что по сценарию ему придётся прыгать в крапиву голышом, и он поставил перед собой цель — получить роль Кости Иночкина. Во время проб мальчик старался «изо всех сил». То, что он утверждён на главную роль, Витя Косых узнал только во время отъезда на съёмки.
По воспоминаниям Юрия Бондаренко, сыгравшего роль барабанщика Вени, Элем Климов интересно работал с детьми. Во время проб он давал им задания в игровой форме, которые мальчикам нравились.
Славу Царёва, сыгравшего роль мальчика с сачком, Элем Климов встретил случайно, во время поездки в троллейбусе. Внешность мальчика показалась режиссёру интересной, и он пригласил школьника на пробы. Изначально роли «мальчика с профилем Гоголя» в сценарии не было. Персонаж был придуман специально для Славы Царёва.
На роль пионервожатой Вали была утверждена актриса Арина Алейникова, которая к тому времени успела сыграть в фильме «Я шагаю по Москве». На роль физрука был утверждён друг Климова Илья Рутберг. Первоначально эта роль была более значительной, но позже была сильно сокращена.
На роль директора-бюрократа художественный совет предлагал Михаила Пуговкина. Были и другие кандидаты: Афанасий Белов, Борис Новиков и Николай Парфёнов. Однако в трактовке образа Дынина режиссёр не хотел «сбиваться на очередного Бывалова или Огурцова». Поэтому Климов настаивал, чтобы на роль утвердили Евгения Евстигнеева или Леонида Куравлёва. К тому времени Куравлёв уже договорился с Василием Шукшиным о съёмке в фильме «Живёт такой парень», поэтому для режиссёра оставался только вариант с Евстигнеевым. Во время подготовки к дипломной работе Элем Климов часто посещал спектакли и репетиции в театре «Современник» и наблюдал за игрой Евстигнеева, который тогда почти не снимался в кино. Климов считал, что актёр мог привнести в будущий фильм социальную тему, но худсовет заявил: «Кто угодно, только не он». На это режиссёр ответил: «Тогда кто угодно, только не я». Наглость студента обескуражила худсовет, и в итоге Евстигнеев был утверждён на роль.

### Съёмочный процесс

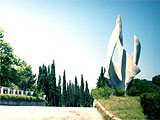
Въездная площадь детского лагеря «Орлёнок», где были сняты некоторые сцены фильма

Съёмки фильма начались в августе 1963 года в городе Алексине Тульской области, в пионерском лагере, который принадлежал тресту «Воркутауголь». Там была отснята большая часть фильма, в том числе сцена с крапивой. В поисках удачного места для съёмки этого эпизода Климов ездил по окрестностям Оки две недели. Самым сложным для мальчиков оказалось не прыгать в кусты крапивы, а появиться в кадре без одежды. Они согласились сняться в сцене обнажёнными только при условии, что Лариса Шепитько, которая помогала Климову на съёмках, будет отворачиваться.
На съёмках стало известно, что во время проб Витя Косых утаил от режиссёра своё неумение плавать. Среди воспитателей лагеря был мастер спорта, который в течение недели учил мальчика плавать кролем. Всё это время Климову пришлось снимать только те эпизоды, в которых не было Кости Иночкина.
Во время съёмок сцены начала «эпидемии» Элем Климов долгое время пытался снять удачные кадры попадания огурца в голову Серёжи Кокорева, сыгравшего роль Шарафутдинова. Мальчик несколько дублей терпел боль. В благодарность за это Климов вручил ему перед строем шоколадную медаль со словами: «Награждается Кокорев за героическое поведение в кадре».
Климов дал определённую творческую свободу Лидии Смирновой. Она привнесла в образ «докторши» некоторые штрихи, которые сделали его более гротескным. Для того, чтобы подчеркнуть мнительность своего персонажа, Смирнова надела очки с большими диоптриями. Актриса не боялась быть некрасивой в кадре, она косолапила и сутулилась. Созданный ею образ оказался столь необычным, что многие коллеги не узнали её на экране.
Во время работы над фильмом взрослые актёры быстро нашли общий язык с детьми. По словам Юрия Бондаренко, ребятам всегда хотелось порадовать Климова удачной игрой, и они готовы были сделать всё, что угодно ради картины. Алексей Смирнов с любовью относился к юным артистам и с удовольствием мастерил для них игрушки из дерева. Евгений Евстигнеев научил детей играть в карты, которые по фильму должен был у них «конфисковать».
В сентябре 1963 года новым местом съёмок стал пионерский лагерь ЦК ВЛКСМ «Орлёнок» в Туапсинском районе Краснодарского края. Съёмочная группа поселилась в трёхэтажной гостинице. Дети-актёры, за которыми присматривали воспитатели лагеря, жили на первом этаже. У детей была бледная кожа, и режиссёру пришлось обмазывать их специальной мазью, имитирующей загар. Первое время юные артисты с трудом просыпались по утрам и отказывались идти на грим. Оказалось, что ребята тайком по ночам вылезали в окно и играли в «войну».
- Режиссёр — Элем Климов
- Сценаристы — Семён Лунгин, Илья Нусинов
- Оператор —  Анатолий Кузнецов
- Композиторы —  Игорь Якушенко, Микаэл Таривердиев
- Звукорежиссёр — Виктор Зорин
- Монтаж —  Антонина Камагорова
- Художники — Владимир Камский, Борис Бланк
- Художник по костюмам — Л. Ряшенцева
- Художник по гриму — Людмила Баскакова
- Директор картины — Григорий Лукин

В «Орлёнке» произошла забавная ситуация со Славой Царёвым. Витя Косых рассказал Климову, что Слава курит в туалете. Режиссёр попросил привести юного актёра к нему. Когда Царёв пришёл в гостиничный номер и начал оправдываться, комнату начали заполнять мыльные пузыри. Оказалось, что мальчик наелся зубной пасты, чтобы скрыть запах сигарет.
Для сцены возвращения Иночкина в лагерь художниками были разработаны эскизы двадцати скульптур пионеров. В целях экономии средств и для упрощения транспортировки скульптуры были сделаны не из гипса, а из папье-маше. Художник-постановщик фильма Борис Бланк вспоминал:
Такой слой бумаги не мог чётко отразить рельефность фактуры. Я думал, что это закончится катастрофой. Но оказалось – нет. Это, конечно, было зрелище. Когда я их увидел, я почувствовал роскошь, идиотизм, до которого я бы никогда не догадался. Никакие мои эскизы не могли превзойти то, что получилось. Я был счастлив. Я засмеялся и сказал ребятам — бутафорам и живописцам: «Это так прекрасно чудовищно, что я вам очень благодарен». Они пожаловались на меня в партком, что я издеваюсь над ними.
В «Орлёнке» съёмки проходили в сентябре и октябре 1963 года. Фильм также снимался и в ростовском пионерлагере завода «Красный Аксай». Именно там была снята сцена разговора завхоза, физрука и вожатых под трибуной, где прятался Костя Иночкин. По сценарию Витя Косых должен был с аппетитом есть суп из кастрюли. Сцена была снята только с двадцать седьмого дубля. С тех пор актёр возненавидел рассольник.
Некоторые сцены фильма снимались в ноябре, поэтому юным актёрам приходилось мёрзнуть в рубашках на открытом воздухе. Из-за угрозы закрытия картина снималась в быстром темпе и была завершена в предновогодние дни декабря 1963 года, хотя сдавать её нужно было только через полгода — 15 мая 1964 года.
Все дети, которые снимались в картине, вспоминали работу с большим удовольствием. А исполнитель главной роли Виктор Косых сказал в 1996 году следующие слова:
Нам посчастливилось, что мы сыграли этих ребят – добрых, чистых, светлых. На нашем месте мог оказаться любой другой московский школьник, который, возможно, сыграл бы лучше нас.

### Проблемы с цензурой и выход на экраны

Сцена «похорон», возмутившая цензоров «Госкино»

Элем Климов столкнулся с трудностями ещё на стадии подготовки к фильму. Ректор ВГИКа Александр Грошев обращался в «Госкино» и в ЦК КПСС с просьбой не допускать сценарий к постановке. Тем не менее в итоге «Мосфильм» разрешил студенту выпускного курса снять фильм.
Председатель Госкино Алексей Романов и его заместитель Владимир Баскаков лично приехали на съёмки в Тульскую область и потребовали от Климова показать им отснятый материал. Режиссёр смонтировал наиболее безобидные эпизоды и показал их чиновникам. Баскакову не понравился момент с полётами через речку. Романов отнёсся к материалу более спокойно. Работа над фильмом продолжилась.
Осенью, во время съёмок в Краснодарском крае, директору картины Григорию Лукину пришла телеграмма от дирекции «Мосфильма» (по другим данным — от председателя Госкино Баскакова) с требованием прекратить съёмочной группе работу и вернуться в Москву. Лукин телеграмму проигнорировал, и съёмки фильма продолжились. По словам Бориса Бланка, Элем Климов сам попросил Лукина сделать вид, что телеграмма не пришла.
Картина была сдана в конце 1963 года. Предварительный просмотр фильма в «Госкино» проходил в полной тишине. Чиновники не смеялись даже в самых весёлых моментах. Однако после просмотра один из редакторов «Мосфильма» шепнул Климову: «Потрясающе смешная картина! Я оборжался…»
Цензоры Госкино назвали фильм «антисоветским» и «антихрущёвским». Климов решил, что проблема в высмеивании «кукурузной кампании». Оказалось, что цензорам не понравилась сцена «похорон» бабушки Кости. В портрете актрисы Екатерины Мазуровой они усмотрели пародию на генсека и посчитали, что в фильме «хоронят Хрущёва».
Чуть позже Марк Донской, Сергей Юткевич и Иван Пырьев устроили просмотр нового фильма в Доме творчества кинематографистов «Болшево». Известные режиссёры пришли в восторг от картины и попытались уговорить Грошева допустить Климова к сдаче дипломной работы. Однако ректор ВГИКа отказался дать студенту возможность защитить диплом «похабной антисоветской картиной». Тогда в дело вмешался Сергей Герасимов, который в то время был фактически главной фигурой во ВГИКе. Фильм был отправлен на дачу Хрущёву. Генсек посмотрел фильм и посчитал его смешным. Герасимов устроил Грошеву скандал, в итоге картина получила разрешительное удостоверение, а Климов был допущен к защите диплома.
29 мая 1964 года Государственная экзаменационная комиссия по режиссёрскому отделению ВГИКа постановила выдать Элему Климову диплом с отличием с присвоением квалификации режиссёра художественного кино и телефильма.
Премьера картины состоялась 9 октября 1964 года. В прокате фильм собрал 13,4 миллиона зрителей. По словам Климова, в кинотеатрах лента демонстрировалась в основном во время утренних сеансов, а вскоре была снята с проката.

## Художественные особенности

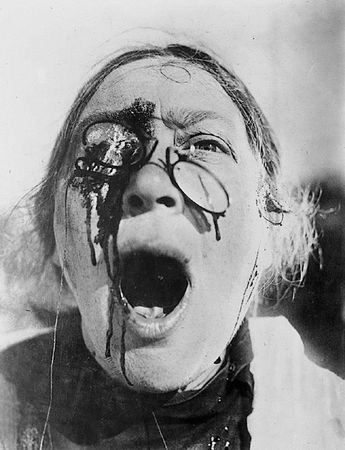
По мнению киноведа Всеволода Коршунова, образ «докторши» напоминает женщину в пенсне из фильма «Броненосец „Потёмкин“»

В теоретической части дипломной работы Элем Климов написал, что картина «Добро пожаловать, или Посторонним вход воспрещён» снималась в жанре сатирической комедии и была адресована скорее взрослой аудитории, чем детской. По утверждениям режиссёра, свою дебютную картину он снимал как иносказательную историю. Образ пионерского лагеря разрастался в ней до образа всей страны. В фильме режиссёр выступал против «системного идиотизма, перечёркивающего индивидуальность», и «демагогической ахинеи, впитавшейся во все поры общества».
По мнению киноведа Давида Шнейдерова, в своей картине Элем Климов рассказал эзоповым языком об эпохе 1960-х годов и о таком явлении, как «стукачество». В фильме высмеивались двойные стандарты советского общества, что было подчёркнуто названием, в котором сочетались противоположные по смыслу фразы «добро пожаловать» и «посторонним вход воспрещён».
Сын режиссёра Антон Климов сказал, что фильм не являлся «сознательной идеологической диверсией», а был мягкой иронией над всем, что его отец видел вокруг себя.
Фильм снимался на чёрно-белую плёнку по причине того, что у авторов картины было мало времени для подготовительного периода и съёмок. Для создания фильма использовалась советская киноплёнка «A-2», которая давала светлое серебристое изображение, что, по словам Климова, «было важно для общей жизнерадостной интонации фильма при всей его сатирической направленности». В теоретической части дипломной работы Климов написал, что фильм был снят в «плакатно-публицистическом тоне». По мнению критиков, «следящая» камера и чёрно-белая плёнка усиливали эффект присутствия и таинственности.
Фильм продолжил традиции советского кино. Киновед Всеволод Коршунов считает, что наличие в фильме интертитров и гротескное изображение «врага» являются отсылкой к советскому немому кино и, в частности, к творчеству Сергея Эйзенштейна. По мнению киноведа, в картине Элема Климова нет главного героя, Иночкин не является протагонистом в полной мере, а главным действующим лицом является пионерский отряд. Коршунов сравнил эту особенность с фильмами Эйзенштейна «Броненосец „Потёмкин“» и «Стачка», где главным героем является «масса». Роль доктора, которую сыграла Лидия Смирнова, является, по мнению киноведа, отсылкой к героине учительницы в пенсне из фильма «Броненосец „Потёмкин“», а падение «стукача» в грязь — это аллюзия к фильму «Стачка», где показаны шуточный обряд «развенчания» врагов пролетариата и сбрасывание их в реку. Также в фильме есть отсылки к сталинской эпохе. Фраза Дынина «„Бодры“ надо говорить бодрее. А „веселы“ веселее» является, по словам киноведа, намёком на фразу Сталина «Жить стало лучше, жить стало веселее».

## Музыка
Музыку для фильма написали композиторы Микаэл Таривердиев и Игорь Якушенко. Кроме тематической музыки («Марш-тема Дынина», детские песни, рефрены), в фильме есть и иллюстративные мелодии, стилизованные Игорем Якушенко под тапёрскую музыку немого кино. Также, по словам режиссёра, большое место в фильме занимает «Сентиментальный вальс» Чайковского. При создании фильма Климов ставил перед собой задачу добиться комического эффекта путём соединения музыки и изображения.
Неля, танцуя чарльстон, напевает мелодию популярной в те годы песни итальянского исполнителя Клаудио Вилла «Марина» (сл. и муз. Рокко Граната).

## Отзывы и критика
Советские критики высоко оценили картину, но зачастую находили в ней минусы. В статье «Костя Иночкин в подполье», опубликованной в ежегоднике «Экран», кинокритик Нея Зоркая назвала режиссуру картины «зрелой и мастерской», но выразила обеспокоенность тем, что после удачного дебюта режиссёр может разочаровать своими последующими работами. Также Зоркой не понравился финал, который «своим иллюстративным оптимизмом чужд картине». Тамаре Шапоренко («Искусство кино») понравились удачное название фильма и режиссёрская работа. По словам критика, «режиссёр постоянно ищет „второе дно“ эпизода, сцены, диалога, ищет и, как правило, находит выразительную мизансцену, деталь, штрих». Шапоренко похвалила актёрскую игру Евгения Евстигнеева, который «с поразительной точностью лепит характер своего героя». Михаил Кузнецов («Советский экран») назвал комедию «талантливой и смешной», но «неровной» из-за неудачных моментов в сценарии и «сценического разнобоя». При этом критик отметил удачные режиссёрские находки, в числе которых он назвал эпизод с крапивой, а также сцены «похорон» бабушки и лечения «эпидемии». Особо Кузнецов отметил актёрскую игру Лидии Смирновой и детей, которых он назвал «естественными и смешными». Главный редактор журнала «Советский экран» Дмитрий Писаревский назвал комедию «смешной и остроумной», а также похвалил удачный подбор как юных, так и взрослых артистов, особенно отмечая роль Лидии Смирновой.
Современные российские критики также высоко оценивают фильм. Игорь Мусский, автор книги «100 великих отечественных кинофильмов», считает, что картина «до сих пор смотрится с интересом». Схожей точки зрения придерживается кинокритик Армен Медведев, отмечая, что работа «воспринимается удивительно современно и сегодня». Киновед Давид Шнейдеров считает, что «Добро пожаловать, или Посторонним вход воспрещён» — это картина «для любого возраста, для любого времени». Кинокритика Евгения Марголита восхитила игра Лидии Смирновой, которая «с удовольствием выстраивает гротеск».
Американский кинокритик Майкл Филлипс поставил фильму три балла из пяти и признался, что картина стала для него «окном в мир, которого он не знал». Особенно Филлипсу понравилась сцена с «похоронами» Костиной бабушки. Главным недостатком фильма критик назвал его «затянутость». Филлипс сравнил ленту с «длинной короткометражкой». Критик Slant Magazine Кит Улих поставил фильму две с половиной звезды из четырёх, а финальную сцену ленты назвал «концептуальным чудом».
По словам Антона Климова, его отец не считал картину вершиной своего творчества, однако часто её пересматривал и отмечал, что фильм получился хорошим, и он ничего не стал бы в нём менять.

### Признание
Киновед Всеволод Коршунов назвал фильм «общепринятым шедевром советского кино». Критик Армен Медведев назвал картину «абсолютной классикой». Работа Элема Климова вошла в число лучших российских фильмов по версии Гильдии кинокритиков и киноведов России. Министерство культуры Российской Федерации включило ленту в список из ста фильмов, рекомендованных для просмотра в школах. В 1966 году картина получила приз конкурса «Молодёжная встреча» в Каннах. В 2015 году фильм «Добро пожаловать, или Посторонним вход воспрещён» был показан в секции классического кино в рамках 68-го Каннского кинофестиваля.